# John Beaufort, 1:e hertig av Somerset

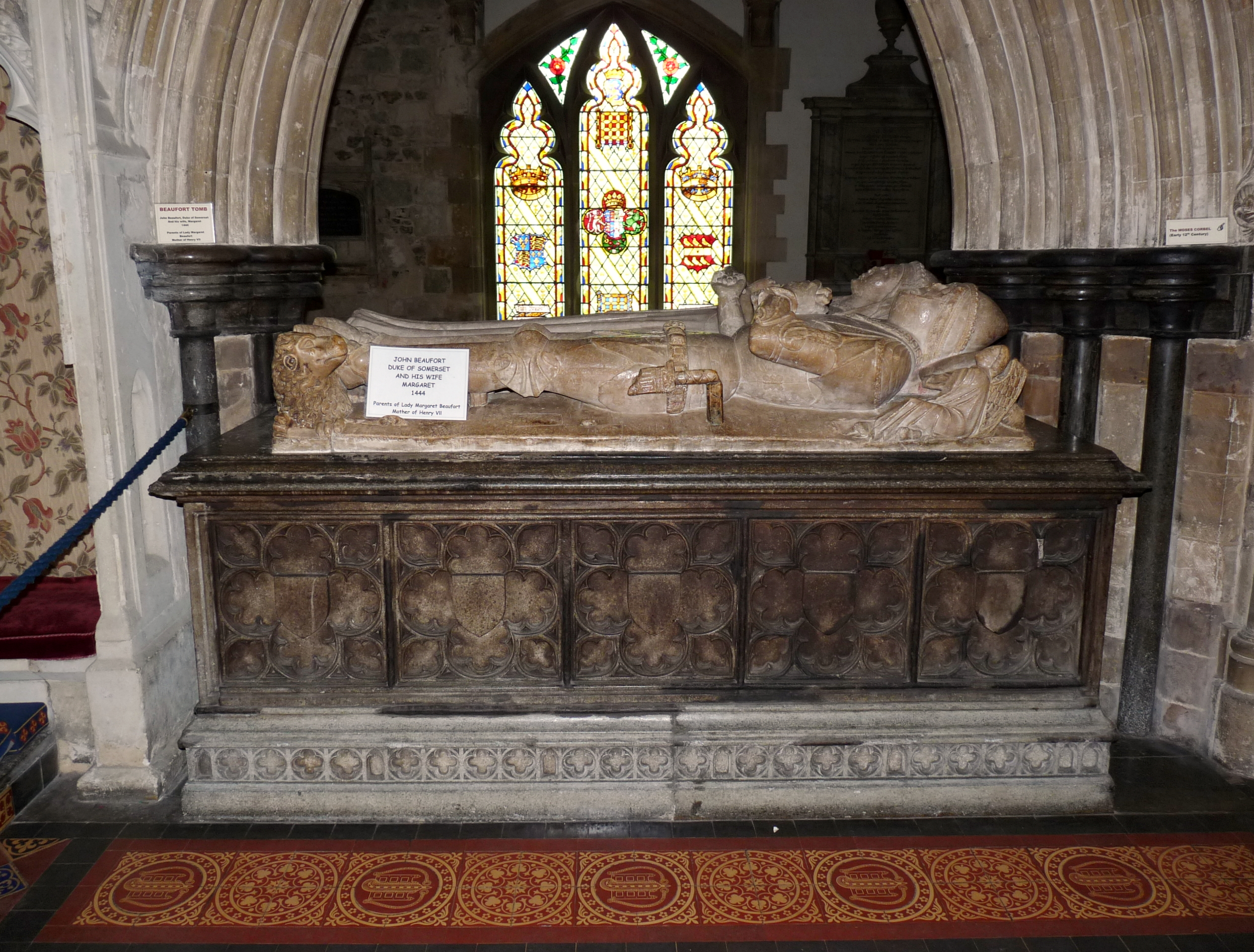
John Beauforts grav i Wimborne Minster.

John Beaufort, 1:e hertig av Somerset, född 1403, död den 27 maj 1444, var en engelsk ädling. Han var son till John Beaufort, 1:e earl av Somerset och far till Margaret Beaufort. Han var gift med Margaret Beauchamp av Bletso.
Somerset blev 1443 högste befälhavare över de engelska trupperna i Frankrike, men förmådde i denna svåra ställning intet uträtta.